# Листвянка (Алтайский край)
Листвянка — село в Топчихинском районе Алтайского края. Входит в состав Чаузовского сельсовета.

## География
Расположено на правом берегу реки Большой Речки. 

## История
Основано в 1902 г. В 1928 году заимка Носкова состояла из 35 хозяйств, основное население — мордовцы. В административном отношении входило в состав Больше-Реченского сельсовета Чистюньского района Барнаульского округа Сибирского края.

## Население
| 1997 | 1998 | 1999 | 2000 | 2001 | 2002 | 2003 | 2004 | 2005 | 2006 | 2007 |
| ---- | ---- | ---- | ---- | ---- | ---- | ---- | ---- | ---- | ---- | ---- |
| 237  | ↘228 | ↘219 | ↘217 | ↘216 | ↘191 | ↗200 | ↗207 | ↘202 | ↘195 | ↘188 |
| 2008 | 2009 | 2010 | 2011 | 2012 | 2013 |      |      |      |      |      |
| ↘177 | ↘173 | ↘162 | ↘159 | ↘154 | ↘150 |      |      |      |      |      |

Национальный состав
Согласно результатам переписи 2002 года, в национальной структуре населения русские составляли 97 %.